# بوب كيتينغ
بوب كيتينغ (بالإنجليزية: Bob Keating)‏ هو لاعب كرة قاعدة أمريكي، ولد في 22 سبتمبر 1862 في سبرينغفيلد في الولايات المتحدة، وتوفي بنفس المكان في 19 يناير 1922.

## وصلات خارجية
- بوب كيتينغ على موقعبيزبول رفرنس.كوم (الدوري الرئيسي) (الإنجليزية)